# Alexander de Suède
Le prince Alexander de Suède (en suédois : Alexander av Sverige), duc de Södermanland, né le 19 avril 2016 à Danderyd, est le fils du prince Carl Philip de Suède et de son épouse la princesse Sofia.
Il occupe actuellement la cinquième place dans l'ordre de succession au trône suédois, après son père et avant son frère cadet le prince Gabriel.

## Famille
Alexander de Suède est le premier enfant du prince Carl Philip de Suède (1979) et de Sofia Hellqvist (1984). Par son père, il est le petit-fils du roi Charles XVI Gustave (1946) et de son épouse Silvia Sommerlath (1943) tandis que, par sa mère, ses grands-parents sont Erik Hellqvist (1949) et Marie Rotman (1957).
Il a deux frères cadets, les princes Gabriel (2017) et Julian (2021), ainsi qu'une sœur cadette, la princesse Ines (2025).
Il est également le neveu de la princesse Victoria (1977), héritière du trône de Suède, et de la princesse Madeleine (1982).

## Biographie

### Naissance
Le 15 octobre 2015, il est annoncé que le prince Carl Philip et la princesse Sofia attendent leur premier enfant,. Le prince Alexander naît le 19 avril 2016 à l'hôpital de Danderyd, dans le comté de Stockholm. Il pèse 3,5 kg et mesure 49 centimètres. Une messe de Te Deum est organisée en son honneur dans la chapelle royale de Stockholm. Comme le veut le protocole, les prénoms et le titre du nouveau-né sont annoncés par le roi Charles XVI Gustave lors d'une réunion du Conseil. Le 21 avril 2016, le roi octroie à son petit-fils le titre de duc de Södermanland.
Alexander vit avec ses parents dans le pavillon de la Reine du palais de Rosendal jusqu'en juin 2017, date à laquelle la famille emménage à la villa Solbacken.

### Baptême

Monogramme du prince Alexander de Suède.

Le baptême du prince Alexander a lieu le 9 septembre 2016 en l’église du château de Drottningholm.
À cette occasion, Alexander reçoit l'ordre des Séraphins. Il a pour parrains et marraines :
- sa tante paternelle la princesse Victoria, duchesse de Västergötland et héritière du trône de Suède ;
- Victor Magnuson (fils de la princesse Christina de Suède) ;
- Jan-Åke Hansson (ami du prince Carl Philip de Suède) ;
- sa tante maternelle, Lina Frejd ;
- Cajsa Larsson, amie de la princesse Sofia[11].

### Engagements publics
En 2018, le prince Alexander de Suède, accompagné par ses parents, inaugure un point d'observation à son nom au sein de la réserve naturelle de Nynäs. Ce point d'observation a été aménagé par le comté de Södermanland et offert au prince à l'occasion de son baptême.
En tant que membre de la famille royale de Suède, le prince Alexander assiste aux grands événements qui ponctuent la vie monarchique de son pays, tels que le 40e anniversaire de la princesse héritière Victoria en 2017 ou l'arbre de Noël de la famille royale en 2018. Il participe également à certains engagements en compagnie de ses parents, comme la Porsche Carrera Cup en 2024.
À la suite d'une décision du roi Charles XVI Gustave du 7 octobre 2019, les enfants du prince Carl Philip n'appartiennent plus à la « maison royale » et perdent leur traitement d'altesse royale. Bien qu'il fasse toujours partie de la famille royale et qu'il conserve son titre de prince, Alexander est ainsi considéré comme une personne privée et n'est pas destiné à assumer des missions officielles au nom de la Couronne. Il n'aura aucune restriction sur son emploi futur et ses frais de subsistance ne seront pas couverts par les crédits du Parlement. Alexander figure cependant dans l'ordre de succession au trône de Suède, où il occupe la cinquième place.

## Titres et honneurs

### Titulature
- 19 avril 2016 - 7 octobre 2019 : Son Altesse Royale le prince Alexander de Suède, duc de Södermanland[20] (naissance) ;
- Depuis le 7 octobre 2019 : Prince Alexander de Suède, duc de Södermanland[16].

### Honneurs
- Chevalier de l'ordre des Séraphins (9 septembre 2016)[10].